# Живојин Поповић
Живојин Поповић (Власотинце, 1. август 1909) био је лекар болнице у Лесковцу, њен бивши управник и бивши начелник Инфективног одељења.

## Биографија
Др Живојин Поповић је рођен у Власотинцу 1. августа 1909. године од оца Светозара, обућара и мајке Софије, домаћице. Основну школу завршио је у Власотинцу, а гимназију у Лесковцу. Медицински факултет уписао је 1930. године у Београду, а дипломирао 18. марта 1935. године. После одслужења војног рока запослио се у Градској болници у Београду као лекар у Кожно-венеричној поликлиници. После три месеца рада пребачен је на Гинеколошко-акушерско одељење градске болнице где остаје до краја 1940 године. За време окупације радио је у Лесковцу као приватни лекар. Од почетка Народноослободилачког рата активно је сарађивао са покретом све до одласка у НО војску 10. септембра 1944. године. Од стране XIII корпуса постављен је за управника Војне болнице са седиштем у Софији. У Бугарској остаје до краја априла 1945. године. После тога се демобилише на захтев Окружног народног одбора Лесковца. Одмах по одласку постављен је за Начелника одељења за народно здравље и социјално старање. На том положају остаје до расформирања одбора, односно до почетка 1948. године. Од 1948 до 1950. године био је повереник за народно здравље и социјално старање. Крајем 1950. године постаје председник Савета за народно здравље и социјално старање Градског народног одбора у Лесковцу.
Јануара 1951. године постављен је за управника Опште болнице у Лесковцу. На овом положају остао је све до 1964. године. У 1952. години је постављен за Начелника инфективног одељења и на тој функцији остаје све до 1964. године. Када је примио дужност управника болнице, болница је имала следећа одељења: интерно са 40 кревета од којих 12 одвојена за заразне болеснике, хируршко са 44 кревета, грудно са 55 кревета и гинеколошко са 22 кревета. Значи од бонице са 161 креветом створио је болницу са преко 500 постеља.
Почетком 1965. године дотадашњи управник болнице др Живојин Поповић поднео је оставку Управном одбору на дужност управника. Након тога одлази у Власотинце, своје место рођења, где постаје управник Дома здравља. На тој дужности остаје до добијања пензије.

## Рад и дело
За време његовог управљања отварају се здравствене станице: у предузећу „Власинка" и „Милош Диманић". Ове станице води лекар специјалиста медицине рада.Израђене су и Здравствене станице у Горњем Присјану, Тегошници и Горњој Лопушњи. Истовремено почиње са радом и здравствена станица у Стајковцу и изградња нове станице у Доњој Ломници. На овај начин цела општина је покривена здравственим станицама. Поред ових здравствених станица, отворене су и специјалистичке амбуланте из: генекологије и акушерства, интерне медицине, ортопедије, хирургије, неуропсхијатрије, дечије медицине, заразних болести и урологије.

## Друштвено и политичко ангажовање
Др Поповић је један од оснивача Подружнице Србског лекарског друштва у Лесковцу и један од њених најактивнијих чланова, са многобројним предавањима из инфективних болести и других сродних грана. Био је активан и у другим организацијама.
Бавио се балнеологијом и дао значајан допринос у истраживању минералних вода Сијаринске Бање.
Објавио је више стручних радова у оквиру СЛД. Поред наведених активности унутар разних организација био је и члан Савета Медицинског факултета у Нишу.
За време рада и боравка у Лесковцу др Поповић је био одборник Среза Лесковац у три мандатна периода, истовремено и одборник Градске скупштине и оснивач друштва пријатеља Југославије-СССР и његов први председник.
Од оснивања је и председник Среског одбора Црвеног крста све до 1950. године када преузима Градски одбор Црвеног крста. Више године је члан савета за народно здравље у Лесковцу и Власотинцу.

## Награде и признања
За свој рад у служби и друштвеним организацијама, као и стручни рад добио је низ признања: Златну значку Црвеног крста; Орден Градске скупштине у Лесковцу заслужним грађаним за унапређење града; Орден Братсва и јединства другог реда; Ордена рада са златним венцем и Орден заслуге за народ са сребрним зрацима.